# اسدالله ملک
اسداله ملک (۱۴ مرداد ۱۳۲۰ – ۹ بهمن ۱۳۸۰) نوازندهٔ ویُلن، کمانچه و آهنگساز و ملودی‌پرداز اهل ایران بود.

## زندگی هنری
اسدالله ملک، در ۱۴ مرداد ۱۳۲۰ در محلهٔ «دروازه دولت» تهران، در خانواده‌ای لشت نشایی متولد شد. پدرش «عبدالله ملک گودار»، درودگر بود. او برادر کوچکتر حسین ملک بود و برادر دیگری به اسم عبدالله نیز داشت. این سه برادر تحت تأثیر دایی‌هایشان (علی‌اکبرخان زنگنه، علی‌اصغرخان زنگنه و محمدخان زنگنه که از موسیقی‌دانان دورهٔ قاجاریه بودند) هر سه به موسیقی پرداختند که از آن بین٬ عبدالله به تنبک، اسدالله به کمانچه و ویولن، و حسین به سنتور روی آورد.
اسدالله ملک در کودکی با ساز ویلُنی که در منزل داشتند، تمرین و نواختن را آغاز نمود. او پس از مدتی به کلاس ابوالحسن صبا راه یافت و حدود سه سال نزد وی آموزش دید و از شاگردان خاص او گردید. پس از آن به هنرستان موسیقی ملی وارد شد. از جمله استادان او می‌توان به هنرمندانی نظیر: روح‌الله خالقی، شاپور نیاکان، حسین هنگ‌آفرین و علی‌محمد خادم میثاق و … اشاره نمود. اسدالله ملک همزمان با تحصیل در هنرستان، در ارکستر انجمن ملی موسیقی به رهبری روح‌الله خالقی به نوازندگی پرداخت. وی در سال ۱۳۳۷ در سن ۱۷ سالگی، همکاری خود را با رادیو آغاز کرد و با ساخت قطعهٔ سرشناس «گریه لیلی» در آواز دشتی (با کوک مخصوص: ر-می-دو-لا)، آهنگسازی و تکنوازی حرفه‌ای را تجربه نمود. پس از آن، قطعهٔ چهارمضراب دیگری در آواز بیات اصفهان (با کوک مخصوص: دو-لا-لا-می) ساخت و اجرا نمود که آن هم به شهرت رسید.
نخستین آثار باکلام اسدالله ملک با صدای خوانندهٔ نامدار ایران، «دلکش» که با حمایت و پشتیبانی وی به رادیو راه یافته بود، به ضبط رسید. «حکایت دل» نام نخستین تصنیف او با شعر «بیژن ترقی» است. او پس از اخذ دیپلم از هنرستان موسیقی ملی، تحصیلات عالی موسیقی خود را در دانشکدهٔ هنرهای زیبای دانشگاه تهران دنبال کرد. وی پس از پایان تحصیلات دانشگاهی و به دنبال آن، درگذشت ابوالحسن صبا، تدریس در هنرستان موسیقی ملی را آغاز کرد و ادارهٔ کلاس صبا را به مدت ۳ سال در دست گرفت.
از جمله خوانندگانی که آثار باکلام اسدالله ملک را اجرا کرده‌اند می‌توان به هنرمندانی نظیر: دلکش، حمیرا، اکبر گلپایگانی، محمود محمودی خوانساری، پوران،مهستی ،ایرج، بهرام حصیری، محمدرضا شجریان، کوروس سرهنگ زاده و… اشاره نمود. او مدتی نیز با همکاری منوچهر جهانبگلو، برنامه‌ای با عنوان «نوایی از موسیقی ملی» را تنظیم و به پخش رساند که از برنامه‌های موفق موسیقی در رادیو بود.
وی که اصول «ضرب‌شناسی» را نزد حسین تهرانی آموخته بود، اجراهای موسیقی متعددی را با همراه این هنرمند در رادیو و تلویزیون به اجرا گذاشت. او سال‌ها در مجموعه برنامه‌های «گل‌ها» در کنار نوازندگان نامدار موسیقی ایرانی به اجرای موسیقی مشغول بود و به سرپرستی «ارکستر گلها» رسید. او همچنین در برنامهٔ «تکنوازان» نیز به همراه هنرمندانی مانند: احمد عبادی، رضا ورزنده، جلیل شهناز، فرهنگ شریف، لطف‌الله مجد، منصور صارمی، فضل‌الله توکل، مجید نجاحی و جهانگیر ملک، سال‌ها به اجرای موسیقی ایرانی پرداخت و سرپرستی ارکستر همنوازان را بر عهده داشت.
هنگامی که «مارسل استپانیان» ارکستر پاپ رادیو را تشکیل داد، تنها نوازندهٔ ویلن این ارکستر اسدالله ملک بود و چنان درخشید که به او لقب «آرشهٔ سحرآمیز» دادند. «یهودی منوهین» نوازندهٔ نامدار ویلن، در سفری که به جهت شرکت در کنفرانس موسیقی جهانی به ایران آمده بود، نوازندگی اسدالله ملک را در سالن آمفی‌تئاتر هنرهای زیبا شنید و از او برای شرکت در فستیوال‌های بین‌المللی دعوت به عمل آورد. پس از آن وی به همراه هنرمندانی نظیر: احمد عبادی، حسین تهرانی، حسین ملک و … در جشنواره‌های موسیقی لیون فرانسه، ونیز ایتالیا، پامپالونا اسپانیا و چند فستیوال دیگر شرکت نمود. گروه موسیقی آن‌ها در جشنوارهٔ ونیز موفق به کسب مقام اول موسیقی جهانی شد.
در سال‌های پس از انقلاب ۱۳۵۷ نیز او به فعالیت‌های هنری خود ادامه داد و بسیاری از هنرمندان و همکاران برنامهٔ گلها را فرا خواند و به اجرای موسیقی پرداخت. او مجموعه‌ای از آثار خود، با سازهای ایرانی را ضبط و در آلبوم‌های موسیقی نظیر: «نغمه رؤیایی»، «سمیرا»، «نغمه‌ها» و… منتشر نمود. از شاگردان وی می‌توان به هنرمندانی نظیر: مهیار فیروزبخت، مختار فروغی، سعید مؤدبیان، لقمان ادهمی، شهرام خسروی و … اشاره نمود. او در نواختن کمانچه نیز تبحر داشت. کامران داروغه، از شاگردان وی در ساز کمانچه بوده‌است. از اسدالله ملک بیش از ۲۰۰ قطعهٔ موسیقی برجای مانده‌است.

## درگذشت
اسدالله ملک، ۹ بهمن سال ۱۳۸۰ پس از ۲ سال بیماری، در سن ۶۰ سالگی، بر اثر تومور مغزی در بیمارستان ایرانمهر تهران درگذشت. پیکر او در قطعهٔ هنرمندان بهشت زهرای تهران به خاک سپرده شد.

## آثار هنری

### آلبوم‌ها
- آفتاب
- سمیرا
- آبنوس
- آتش انگیز
- ترکم نکن
- غروب کوهستان
- گریه لیلی
- آناهیتا
- باربد
- آزاده
- نغمه‌ها
- هدیه
- نغمه رؤیایی
- شهرآشوب
- گلنوش
- سماع ۱
- سماع ۲
- ساز و نوا ۱
- ساز و نوا ۲
- ساز و نوا ۳
- کرشمه
- غنچه پاییز
- مینای شکسته
- مرغ شباهنگ
- جان عاشق
- گل‌های تازه شماره‌های ۱۰-۱۷-۱۹-۲۰-۲۴-۳۵-۳۸-۳۹-۴۳-۴۶-۴۷-۷۲-۷۶-۱۱۵-۱۱۸-۱۲۹-۱۳۰-۱۳۲-۱۴۵-۱۴۸-۱۵۴-۱۶۸
- برگ سبز شماره‌های ۳۰۶–۳۰۵
- تعدادی از برنامه‌های تکنوازان

### آهنگسازی برای دیگران
| خواننده          | نام ترانه         | ترانه‌سرا     | آهنگساز     | تنظیم | آلبوم        |
| ---------------- | ----------------- | ------------ | ----------- | ----- | ------------ |
| اکبر گلپایگانی   | دلم گرفته         | هما میرافشار | اسدالله ملک |       | قهر و ناز    |
| اکبر گلپایگانی   | شکسته             | هما میرافشار | اسدالله ملک |       | قهر و ناز    |
| اکبر گلپایگانی   | تک درخت           | هما میرافشار | اسدالله ملک |       | چرا عاشق شدم |
| اکبر گلپایگانی   | یه حرفی           | هما میرافشار | اسدالله ملک |       | سرگذشت       |
| کوروس سرهنگ زاده | آسمون             | هما میرافشار | اسدالله ملک |       | آسمون        |
| گیتی پاشایی      | کتاب غم           | هما میرافشار | اسدالله ملک |       | گل مریم      |
| مهستی            | جدایی             | بهادر یگانه  | اسدالله ملک |       | آشفته        |
| مهستی            | عاشق شدن بی حاصله | هما میرافشار | اسدالله ملک |       | بیگانه       |
| مهستی            | دیگر چه خواهی     | هما میرافشار | اسدالله ملک |       | هوای یار     |
| حمیرا            | ساز خاموش         | هما میرافشار | اسدالله ملک |       | بهار زندگی   |
| حمیرا            | بی‌نهایت           | هما میرافشار | اسدالله ملک |       | بهار زندگی   |
| حمیرا            | بهار زندگی        | هما میرافشار | اسدالله ملک |       | بهار زندگی   |
| حمیرا            | قاصدک             | هما میرافشار | اسدالله ملک |       | بهار زندگی   |
| حمیرا            | مقدس              | هما میرافشار | اسدالله ملک |       | بهار زندگی   |
| حمیرا            | تو دل من غمه      | هما میرافشار | اسدالله ملک |       | بهار زندگی   |
| حمیرا            | الهی بمیری        | هما میرافشار | اسدالله ملک |       | بهار زندگی   |
| حمیرا            | وای وای           | هما میرافشار | اسدالله ملک |       | گذشته        |
| حمیرا            | بی وفایی          | هما میرافشار | اسدالله ملک |       | گذشته        |
| حمیرا            | راه جدایی         | هما میرافشار | اسدالله ملک |       | گذشته        |
| حمیرا            | دلتنگی            | هما میرافشار | اسدالله ملک |       | گذشته        |